# Casta lodhi
Els lodhi (o lodha, lodh) son una comunitat d'agricultors, que es troben a l'Índia. N'hi ha molts a Madhya Pradesh, on varen emigrar des d'Uttar Pradesh. Els lodhi es classifiquen com una altra classe endarrerida, però reclamen llaços rajputs i prefereixen ser coneguts com a "Lodhi-Rajput", tot i que no hi ha proves del seu origen rajput o tradicions que els relacionin amb ells.

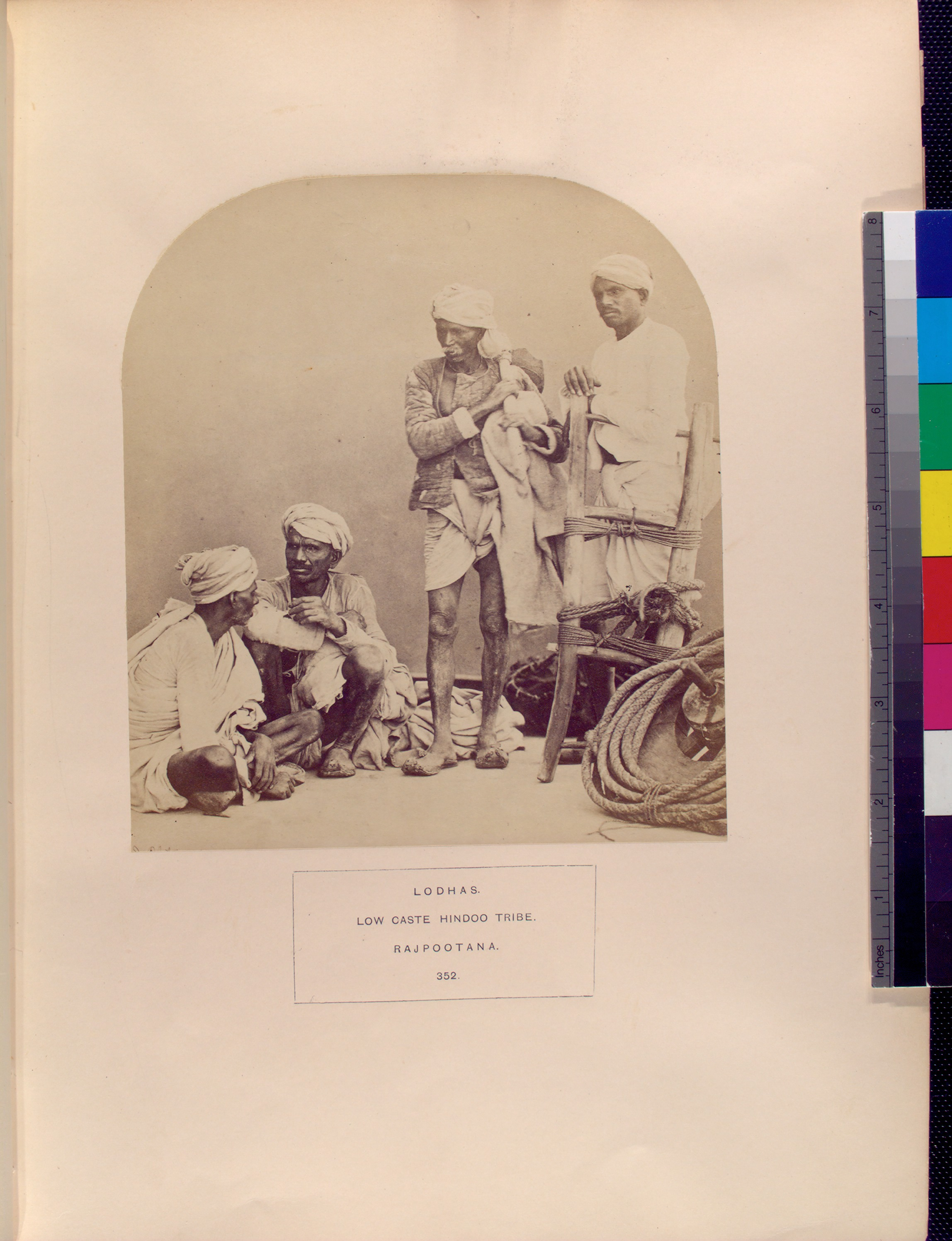
tribu lodha de Rajputana.

## Etimologia
Robert Vane Russell, administrador del Raj britànic, va descriure diverses etimologies possibles per a lodhi, incloent la derivació de lod ("terró"), o lodh, un arbre que fan servir els lodhi del nord de l'Índia per fer tint. Russell també va afirmar que lodha era el terme original, que derivà a lodhi a les províncies centrals. Una altra teoria defensa que el nom deriva del districte de Ludhiana, la suposada pàtria original dels lodhi.

## Història
Fonts britàniques descriuen els lodhi com a "immigrants de les Províncies Unides", que es van estendre des d'aquesta zona i, en fer-ho, van poder elevar la seva condició social, convertint-se en propietaris i governants locals situats només per sota dels brahmin, rajput i bania. Alguns d'aquests grans propietaris van guanyar el títol de thakur, i algunes famílies lodhi de Damoh i Sagar van ser etiquetades com a rajas, diwans i lambardars pel Raja musulmà de Panna. Aquests ara poderosos lodhi van tenir un paper important en l'ascens de Bundela de 1842.

## Política de castes del segle XX

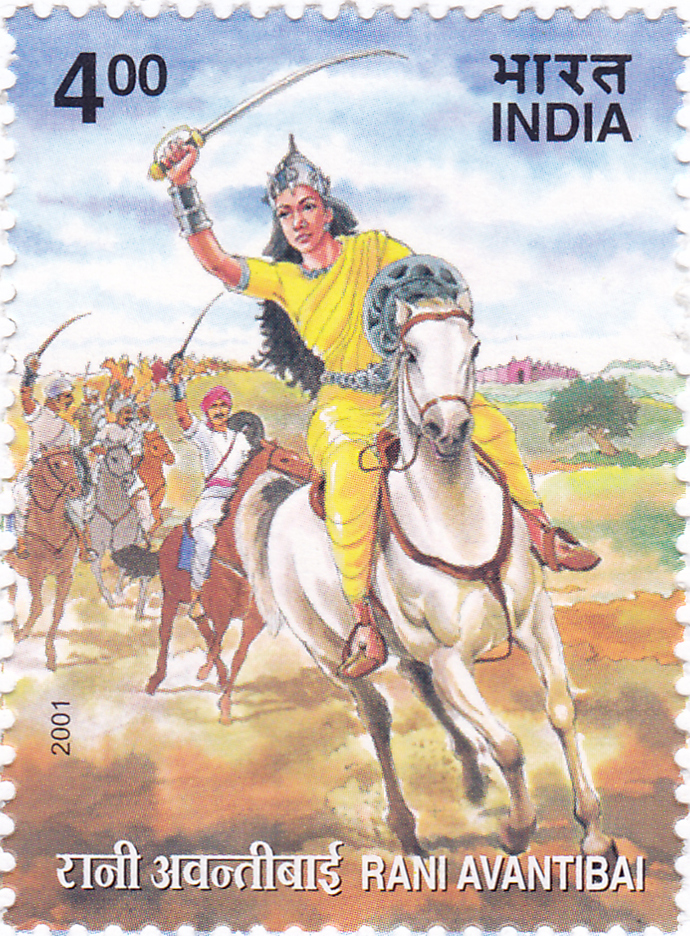
Avantibai fou una reina i guerrera lodhi que s'enfrontà a l'autoritat britànica en el segle XIX

Els membres de la comunitat van desenvolupar un mite d'origen, afirmant que eren originaris del Kazakhstan i que eren els únics kshatriya supervivents després de la neteja de la terra per part de Parashurama, cosa que els va permetre convertir-se en reis.
Després del cens de l'Índia de 1911, els lodhi van començar a organitzar-se encara més políticament i, abans del cens de 1921, va reclamar el nom de Lodhi-Rajput en un congrés a Fatehgarh. Al congrés de 1929, es va redactar l'Akhil Bharatiya Lodhi-Kshatriya (Rajput) Mahasabha. La primera part del segle també va veure la publicació de diversos llibres que descrivien les reivindicacions de lodhi sobre l'estatus dels rajput i els kshatriya, incloent el Maha Lodhi Vivechana de 1912 i el Lodhi Rajput Itihas de 1936.

## Membres coneguts
Avantibai, una reina lodhi de Ramgarh, ara a Madhya Pradesh, que es va oposar als britànics el 1857 i ara és una icona política dalita